# التهاب القرنية الخلالي
التهاب القرنية الخلالي (IK) هو تندب القرنية بسبب التهاب مزمن في سدى القرنية. الخلالي يعني الفراغ بين الخلايا أي سدى القرنية الذي يقع بين الظهارة والبطانة.

## العلامات والأعراض
تشمل الأعراض المبكرة عين دامعة حمراء مؤلمة وخافضة للضوء. هذا بسبب التهاب القرنية النشط الذي يؤدي إلى غزو الأوعية الدموية ونخر أنسجة يمكن أن يكون منتشرًا أو موضعيًا. يتسبب هذا في تغير لون النسيج القرني الطبيعي إلى اللون الوردي (يسمى رقعة السلمون في هتشينسون).[بحاجة لمصدر]
من المحتمل أن ينتج عن مثل هذه الأوعية الدموية ضبابية في الرؤية نتيجة تندب أنسجة القرنية، ووجود أوعية شبحية، وترقق القرنية خاصة إذا كانت تتضمن المحور البصري. 

## السبب
إلى حد بعيد السبب الأكثر شيوعًا للإصابة بمرض التهاب القرنية الخلالي هو مرض الزهري. ومع ذلك هناك سببان محتملان للاستجابة الالتهابية للقرنية: عدوى أو استجابة مناعية مثل تفاعل نوع فرط الحساسية، أو نادرًا يكون متلازمة كوجان. تشمل الأسباب المعدية مرض الزهري (الأكثر شيوعًا)، ويليه عدوى بكتيرية أخرى (السل والجذام وداء لايم) والعدوى الطفيلية (الشوكميبا، داء كلابية الذنب أو العمى النهري، داء الليشمانيات، داء المثقبيات الكروزية أو داء شاغاس، المثقبية البروسية أو مرض النوم الأفريقي والميكروسبوريديا).

## الفيزيولوجيا المرضية
تندب القرنية هو النتيجة النهائية للغزو الأولي للأوعية الدموية في سدى القرنية كجزء من الاستجابة الالتهابية. نظرًا لأن نسيج القرنية الطبيعي يجب أن يكون غير وعائي (بدون وعاء دموي) وبالتالي يكون واضحًا للسماح بمرور الضوء، فإن وجود الأوعية الدموية وتسلل الخلايا كجزء من العملية الالتهابية يؤدي إلى تندب القرنية أو تقويضها.

## التشخيص
يؤكد اختبار VDRL الإيجابي لاختبار شلل اللولبية الشاحبة تشخيص التهاب القرنية الخلالي (الزهري).[بحاجة لمصدر]

## العلاج أو المعاملة
يجب معالجة السبب الأساسي في أسرع وقت ممكن لوقف عملية المرض. يمكن استخدام قطرة الكورتيكوستيرويد لتقليل التندب على القرنية مع غطاء المضادات الحيوية. ومع ذلك لا يمكن تجنب الندبات المتبقية والتي يمكن أن تؤدي إلى ضعف البصر على المدى الطويل وزرع القرنية غير مناسب بسبب معدل الرفض المرتفع من الأوعية الدموية القرنية.

## التاريخ
عدوى العين السابقة التي طال أمدها والتي من المحتمل أن يتم تذكرها خلال فترة الطفولة على أنها عولجت بالمضادات الحيوية وأدخل إلى المستشفى على مدى فترة طويلة من الزمن.[بحاجة لمصدر]